# Born This Way Ball Tour
The Born This Way Ball bylo třetí koncertní turné americké zpěvačky Lady Gaga na podporu svého druhého studiového alba Born This Way (2011). Turné začalo 27. dubna 2012 a skládá se z 98 vystoupení v Asii, Austrálii a v Evropě, na konci roku následovala Jižní Amerika a Afrika. Turné mělo pokračovat od ledna do března 2013 v Severní Americe, ale kvůli zdravotním problémům skončilo předčasně 11. února 2013. Lady Gaga si poranila kyčel a tak zrušila čtyři nadcházející vystoupení. Doktoři ale zjistili, že její stav je vážný a musí ihned na operaci, proto musela zrušit i 21 následujících vystoupení po Severní Americe.

## Pódium
Pódium pro Born This Way Ball je rozděleno na několik částí jako je středověký hrad a nebo "Monster Pit". Gaga se při vystoupení pohybuje na hlavním pódiu, kolem "Monster Pit" a nebo ve věžích hradu. Nějaké rekvizity na hradě navrhla sama Gaga. Sestrojit scénu trvá 4 dny s pomocí 45 lidí a 3 přístrojů.

## Nahrávání
Lady Gaga se nechala slyšet, že by chtěla, aby HBO znovu natočilo její vystoupení a mělo se tak i stát, ale bohužel kvůli jejímu zranění muselo být turné předčasně ukončeno, tudíž žádný čistý záznam z turné neexistuje. V zákulisí v Sydney řekla, že v roce 2013 půjde do kin její film o turné a nahrávacím procesu alba ARTPOP. Spolupracuje na něm s Terry Richardsonem.

## Předskokani
- Zedd (Asie, Severní Amerika)
- The Darkness (Evropa, Afrika, Jižní Amerika)
- Lady Starlight (Austrálie a Oceánie, Evropa, Afrika, Jižní Amerika, Severní Amerika)
- Madeon (Severní Amerika)
- Von Smith (Austrálie a Oceánie)

## Seznam písní
- Původně byla píseň "Black Jesus † Amen Fashion" představována po "Scheiße", od 13. května 2012 představována po "Born This Way".
- 27. června 2012 zařadila do seznamu písní "Princess Die", od 6. října 2012 vymazána ze seznamu písní.
- 27. června 2012 bylo "Hair" vymazáno ze seznamu písní. Později představeno pouze 7. července 2012 a 23. srpna 2012 zařazeno zpátky do seznamu písní.

## 2012
1. "Highway Unicorn (Road to Love)"
2. "Government Hooker"
3. "Born This Way"
4. "Black Jesus † Amen Fashion"
5. "Bloody Mary"
6. "Bad Romance"
7. "Judas"
8. "Fashion of His Love"
9. "Just Dance"
10. "LoveGame"
11. "Telephone"
12. "Heavy Metal Lover"
13. "Bad Kids"
14. "Hair" (akustická verze) (vybrané koncerty)
15. "Princess Die" (vybrané koncerty)
16. "Yoü and I
17. "Electric Chapel"
18. "Americano"
19. "Poker Face"
20. "Alejandro"
21. "Paparazzi"
22. "Scheiße"
23. "The Edge of Glory"
24. "Marry the Night"

## 2013
1. "Highway Unicorn (Road to Love)"
2. "Government Hooker"
3. "Born This Way"
4. "Black Jesus † Amen Fashion"
5. "Bloody Mary"
6. "Bad Romance"
7. "Judas"
8. "Fashion of His Love"
9. "Just Dance"
10. "LoveGame"
11. "Telephone"
12. "Hair"
13. "Electric Chapel"
14. "Heavy Metal Lover"
15. "Bad Kids"
16. "The Queen"
17. "Yoü and I"
18. "Born This Way" (akustická verze)
19. "Americano"
20. "Poker Face"
21. "Alejandro"
22. "Paparazzi"
23. "Scheiße"
24. "The Edge of Glory"
25. "Marry the Night"

## Seznam vystoupení
- Zrušeno vystoupení v Jakartě kvůli tamním podmínkám.
- Vystoupení v Sofii přesunuto do Armeets Arena.
- Vystoupení v Bukurešti přesunuto do Piaţa Constituţiei.
- Vystoupení v Nice přesunuto do Palais Nikaia.

| Asie                |                 |                        |                                                   |
| 27. dubna 2012      | Soul            | Jižní Korea            | Olympijský stadion                                |
| 2. května 2012      | Hongkong        | Hongkong               | AsiaWorld-Arena                                   |
| 3. května 2012      | Hongkong        | Hongkong               | AsiaWorld-Arena                                   |
| 5. května 2012      | Hongkong        | Hongkong               | AsiaWorld-Arena                                   |
| 7. května 2012      | Hongkong        | Hongkong               | AsiaWorld-Arena                                   |
| 10. května 2012     | Saitama         | Japonsko               | Saitama Super Arena                               |
| 12. května 2012     | Saitama         | Japonsko               | Saitama Super Arena                               |
| 13. května 2012     | Saitama         | Japonsko               | Saitama Super Arena                               |
| 17. května 2012     | Tchaj-pej       | Tchaj-wan              | Taipei World Trade Center Nangang Exhibition Hall |
| 18. května 2012     | Tchaj-pej       | Tchaj-wan              | Taipei World Trade Center Nangang Exhibition Hall |
| 21. května 2012     | Manila          | Filipíny               | Mall of Asia Arena                                |
| 22. května 2012     | Manila          | Filipíny               | Mall of Asia Arena                                |
| 25. května 2012     | Bangkok         | Thajsko                | Rajamangala National Stadium                      |
| 28. května 2012     | Singapur        | Singapur               | Singapore Indoor Stadium                          |
| 29. května 2012     | Singapur        | Singapur               | Singapore Indoor Stadium                          |
| 31. května 2012     | Singapur        | Singapur               | Singapore Indoor Stadium                          |
| Austrálie a Oceánie |                 |                        |                                                   |
| 7. června 2012      | Auckland        | Nový Zéland            | Vector Arena                                      |
| 8. června 2012      | Auckland        | Nový Zéland            | Vector Arena                                      |
| 10. června 2012     | Auckland        | Nový Zéland            | Vector Arena                                      |
| 13. června 2012     | Brisbane        | Austrálie              | Brisbane Entertainment Centre                     |
| 14. června 2012     | Brisbane        | Austrálie              | Brisbane Entertainment Centre                     |
| 16. června 2012     | Brisbane        | Austrálie              | Brisbane Entertainment Centre                     |
| 20. června 2012     | Sydney          | Austrálie              | Allphones Arena                                   |
| 21. června 2012     | Sydney          | Austrálie              | Allphones Arena                                   |
| 23. června 2012     | Sydney          | Austrálie              | Allphones Arena                                   |
| 24. června 2012     | Sydney          | Austrálie              | Allphones Arena                                   |
| 27. června 2012     | Melbourne       | Austrálie              | Rod Laver Arena                                   |
| 28. června 2012     | Melbourne       | Austrálie              | Rod Laver Arena                                   |
| 30. června 2012     | Melbourne       | Austrálie              | Rod Laver Arena                                   |
| 1. června 2012      | Melbourne       | Austrálie              | Rod Laver Arena                                   |
| 3. července 2012    | Melbourne       | Austrálie              | Rod Laver Arena                                   |
| 7. června 2012      | Perth           | Austrálie              | Burswood Dome                                     |
| 8. července 2012    | Perth           | Austrálie              | Burswood Dome                                     |
| Evropa              |                 |                        |                                                   |
| 14. srpna 2012      | Sofie           | Bulharsko              | Armeets Arena                                     |
| 16. srpna 2012      | Bukurešť        | Rumunsko               | Piaţa Constituţiei                                |
| 18. srpna 2012      | Vídeň           | Rakousko               | Wiener Stadthalle                                 |
| 21. srpna 2012      | Vilnius         | Litva                  | Vingis Park                                       |
| 23. srpna 2012      | Riga            | Lotyšsko               | Mežaparks Grand Stage                             |
| 25. srpna 2012      | Tallinn         | Estonsko               | Tallinn Song Festival Grounds                     |
| 27. srpna 2012      | Helsinky        | Finsko                 | Hartwall Areena                                   |
| 28. srpna 2012      | Helsinky        | Finsko                 | Hartwall Areena                                   |
| 30. srpna 2012      | Stockholm       | Švédsko                | Ericsson Globe                                    |
| 31. srpna 2012      | Stockholm       | Švédsko                | Ericsson Globe                                    |
| 2. září 2012        | Kodaň           | Dánsko                 | Parken Stadium                                    |
| 4. září 2012        | Kolín nad Rýnem | Německo                | Lanxess Arena                                     |
| 5. září 2012        | Kolín nad Rýnem | Německo                | Lanxess Arena                                     |
| 8. září 2012        | Londýn          | Anglie                 | Twickenham Stadium                                |
| 9. září 2012        | Londýn          | Anglie                 | Twickenham Stadium                                |
| 11. září 2012       | Manchester      | Anglie                 | Manchester Arena                                  |
| 15. září 2012       | Dublin          | Irsko                  | Aviva Stadium                                     |
| 17. září 2012       | Amsterdam       | Nizozemsko             | Ziggo Dome                                        |
| 18. září 2012       | Amsterdam       | Nizozemsko             | Ziggo Dome                                        |
| 20. září 2012       | Berlín          | Německo                | O2 World                                          |
| 22. září 2012       | Paříž           | Francie                | Stade de France                                   |
| 24. září 2012       | Hannover        | Německo                | TUI Arena                                         |
| 26. září 2012       | Curych          | Švýcarsko              | Hallenstadion                                     |
| 27. září 2012       | Curych          | Švýcarsko              | Hallenstadion                                     |
| 29. září 2012       | Antverpy        | Belgie                 | Sportpaleis                                       |
| 30. září 2012       | Antverpy        | Belgie                 | Sportpaleis                                       |
| 2. října 2012       | Milán           | Itálie                 | Mediolanum Forum                                  |
| 3. října 2012       | Nice            | Francie                | Palais Nikaia                                     |
| 4. října 2012       | Nice            | Francie                | Palais Nikaia                                     |
| 6. října 2012       | Barcelona       | Španělsko              | Palau Sant Jordi                                  |
| Severní Amerika     |                 |                        |                                                   |
| 26. října 2012      | Mexico City     | Mexiko                 | Foro Sol                                          |
| 30. října 2012      | San Juan        | Portoriko              | José Miguel Agrelot Coliseum                      |
| 31. října 2012      | San Juan        | Portoriko              | José Miguel Agrelot Coliseum                      |
| 3. listopadu 2012   | San José        | Kostarika              | Estadio Nacional de Costa Rica                    |
| Jižní Amerika       |                 |                        |                                                   |
| 6. listopadu 2012   | Bogota          | Kolumbie               | Estadio Nemesio Camacho El Campín                 |
| 9. listopadu 2012   | Rio de Janeiro  | Brazílie               | Parque dos Atletas                                |
| 11. listopadu 2012  | São Paulo       | Brazílie               | Estádio do Morumbi                                |
| 13. listopadu 2012  | Porto Alegre    | Brazílie               | FIERGS Parking Lot                                |
| 16. listopadu 2012  | Buenos Aires    | Argentina              | River Plate Stadium                               |
| 20. listopadu 2012  | Santiago        | Chile                  | Estadio Nacional de Santiago                      |
| 23. listopadu 2012  | Lima            | Peru                   | Estadio San Marcos                                |
| 26. listopadu 2012  | Asunción        | Paraguay               | Jockey Club Paraguayo                             |
| Afrika              |                 |                        |                                                   |
| 30. listopadu 2012  | Johannesburg    | Jižní Afrika           | FNB Stadium                                       |
| 3. prosince 2012    | Kapské Město    | Jižní Afrika           | Cape Town Stadium                                 |
| Evropa              |                 |                        |                                                   |
| 6. prosince 2012    | Oslo            | Norsko                 | Telenor Arena                                     |
| 9. prosince 2012    | Petrohrad       | Rusko                  | SKK Peterburgsky                                  |
| 12. prosince 2012   | Moskva          | Rusko                  | Olimpiyskiy                                       |
| Severní Amerika     |                 |                        |                                                   |
| 11. ledna 2013      | Vancouver       | Kanada                 | Rogers Arena                                      |
| 12. ledna 2013      | Vancouver       | Kanada                 | Rogers Arena                                      |
| 14. ledna 2013      | Tacoma          | Spojené státy americké | Tacoma Dome                                       |
| 15. ledna 2013      | Portland        | Spojené státy americké | Rose Garden Arena                                 |
| 17. ledna 2013      | San Jose        | Spojené státy americké | HP Pavilion                                       |
| 20. ledna 2013      | Los Angeles     | Spojené státy americké | Staples Center                                    |
| 21. ledna 2013      | Los Angeles     | Spojené státy americké | Staples Center                                    |
| 23. ledna 2013      | Phoenix         | Spojené státy americké | US Airways Center                                 |
| 25. ledna 2013      | Las Vegas       | Spojené státy americké | MGM Grand Garden Arena                            |
| 26. ledna 2013      | Las Vegas       | Spojené státy americké | MGM Grand Garden Arena                            |
| 29. ledna 2013      | Dallas          | Spojené státy americké | American Airlines Center                          |
| 31. ledna 2013      | Houston         | Spojené státy americké | Toyota Center                                     |
| 2. února 2013       | St. Louis       | Spojené státy americké | Scottrade Center                                  |
| 4. února 2013       | Kansas City     | Spojené státy americké | Sprint Center                                     |
| 6. února 2013       | St. Paul        | Spojené státy americké | Xcel Energy Center                                |
| 8. února 2013       | Toronto         | Kanada                 | Air Canada Centre                                 |
| 9. února 2013       | Toronto         | Kanada                 | Air Canada Centre                                 |
| 11. února 2013      | Montreal        | Kanada                 | Bell Centre                                       |

## Vystoupení zrušená kvůli zranění
| Datum           | Město            | Stát                   | Místo vystoupení           |
| --------------- | ---------------- | ---------------------- | -------------------------- |
| 13. února 2013  | Chicago          | Spojené státy americké | United Center              |
| 14. února 2013  | Chicago          | Spojené státy americké | United Center              |
| 16. února 2013  | Detroit          | Spojené státy americké | The Palace of Auburn Hills |
| 17. února 2013  | Hamilton         | Kanada                 | Copps Coliseum             |
| 19. února 2013  | Philadelphia     | Spojené státy americké | Copps Coliseum             |
| 20. února 2013  | Philadelphia     | Spojené státy americké | Copps Coliseum             |
| 22. února 2013  | New York City    | Spojené státy americké | Madison Square Garden      |
| 23. února 2013  | New York City    | Spojené státy americké | Madison Square Garden      |
| 25. února 2013  | Washington, D.C. | Spojené státy americké | Verizon Center             |
| 27. února 2013  | Boston           | Spojené státy americké | TD Garden                  |
| 2. března 2013  | University Park  | Spojené státy americké | Bryce Jordan Center        |
| 3. března 2013  | Uncasville       | Spojené státy americké | Mohegan Sun Arena          |
| 6. března 2013  | New York City    | Spojené státy americké | Barclays Center            |
| 7. března 2013  | New York City    | Spojené státy americké | Barclays Center            |
| 10. března 2013 | Nashville        | Spojené státy americké | Bridgestone Arena          |
| 11. března 2013 | Atlanta          | Spojené státy americké | Philips Arena              |
| 13. března 2013 | Tampa            | Spojené státy americké | Tampa Bay Times Forum      |
| 15. března 2013 | Fort Lauderdale  | Spojené státy americké | BB&T Center                |
| 16. března 2013 | Miami            | Spojené státy americké | American Airlines Arena    |
| 18. března 2013 | Greensboro       | Spojené státy americké | Greensboro Coliseum        |
| 20. března 2013 | Tulsa            | Spojené státy americké | BOK Center                 |